# رنل لاموت
رنل لاموت (انگلیسی: Rénelle Lamote؛ زادهٔ ۲۶ دسامبر ۱۹۹۳) ورزشکار دو و میدانی اهل فرانسه است.